# Harcovský most
Harcovský most (evidenční číslo 48418-3) se nachází na řece Ostravici ve Frýdlantě nad Ostravicí v okrese Frýdek-Místek na silnici III/48418.

## Historie
Nejstarším mostem ve Frýdlantu nad Ostravicí nad řekou Ostravicí byl most dřevěný. Tento most spojoval historická území Moravy a Slezska. Název se odvozuje od kopáčů železné rudy harceřů, kteří od poloviny 17. století pracovali v Malenovicích, odkud se železná ruda dovážela pro železárny ve Frýdlantě nad Ostravicí.
Dřevěný most byl v roce 1936 stržen a na jeho místě postaven nový betonový most. Stavbu řídil Ing. Vladimír Horáček (1901–1971) z Ostravy, náklady činily 358 000 korun. Název Most dr. Edvarda Beneše, jak byl pojmenován podle tehdejšího československého presidenta, se neujal.

## Nový most
V roce 2012 byl otevřen nový most, který byl postaven v rámci sanace části ulice Harcovská (silnice III/48418), nahradil starý betonový most. Výstavba nového mostu byla hrazena z dotačních peněz Moravskoslezského kraje (evropské  fondy prostřednictvím  ROP vyhlášené Regionální radou soudržnosti regionu Moravskoslezsko). Celkové náklady dosáhly 61 milionů Kč (bez DPH), město Frýdlant nad Ostravicí se podílelo na nákladech částkou 6,5 milionů Kč.

## Popis
Na výstavbu předpjaté monolitické trámové konstrukce bylo použito 800 m3 betonu v průběhu 48 hodin. Most o dvou polích má celkovou délku je 86,76 m, šířku 11 m, délku předmostí 68,10 m, celkovou výšku mostní konstrukce 1,50 m. Minimální výška spodní části konstrukce nad stoletou vodou je 1,30 m. Přípravné práce, výstavba mostu a dokončovací práce proběhly v letech 2011 až 2013. Projektová dokumentace byla dodána Správou silnic Moravskoslezského kraje, realizaci projektu zabezpečila firma STRABAG, a.s.